# Lie-Klammer
Die Lie-Klammer ist ein Objekt aus der Mathematik, insbesondere aus dem Bereich der Algebra und der Differentialgeometrie. Die Lie-Klammer ist die multiplikative Verknüpfung in einer Lie-Algebra, also eine Art Multiplikation auf einer Menge mit einer besonderen algebraischen Struktur. Beispiele für eine solche Verknüpfung sind die triviale Lie-Klammer, der Matrix-Kommutator, das Kreuzprodukt oder die Poisson-Klammer. Benannt sind die Lie-Klammer und die Lie-Algebra nach dem Mathematiker Sophus Lie.

## Definition
Sei {\displaystyle V} ein Vektorraum über dem Körper {\displaystyle K}. Eine innere Verknüpfung
{\displaystyle [\cdot ,\cdot ]\colon V\times V\rightarrow V,\quad (x,y)\mapsto [x,y],}
heißt Lie-Klammer, falls sie die folgenden drei Eigenschaften besitzt:
- Sie ist bilinear, das heißt linear in beiden Argumenten. Es gilt also

{\displaystyle [ax+by,z]=a[x,z]+b[y,z]}
und 
{\displaystyle [z,ax+by]=a[z,x]+b[z,y]}
für alle {\displaystyle a,b\in K} und alle {\displaystyle x,y,z\in V}.
- Es gilt {\displaystyle [x,x]=0} für alle {\displaystyle x\in V}.
- Sie genügt der Jacobi-Identität, das heißt, es gilt

{\displaystyle [x,[y,z]]+[y,[z,x]]+[z,[x,y]]=0}
für alle {\displaystyle x,y,z\in V}.
Ein Vektorraum zusammen mit einer Lie-Klammer wird Lie-Algebra genannt.

## Eigenschaften

### Antisymmetrie
Aus der ersten und der zweiten Eigenschaft der Definition folgt die Antisymmetrie der Lie-Klammer, das heißt {\displaystyle [x,y]=-[y,x]} für alle {\displaystyle x,y\in V}. Hat der Körper {\displaystyle K} nicht die Charakteristik {\displaystyle 2}, so kann man aus der Antisymmetrie alleine wieder die Eigenschaft {\displaystyle [x,x]=0} herleiten. Dazu setzt man {\displaystyle y=x}.

### Flexibilität
Lie-Klammern sind im Allgemeinen nicht assoziativ, das heißt, der Term {\displaystyle [[x,y],z]} muss nicht gleich dem Term {\displaystyle [x,[y,z]]} sein. Jedoch erfüllt die Lie-Klammer das Flexibilitätsgesetz, es gilt also {\displaystyle [[x,y],x]=[x,[y,x]]} für alle Elemente {\displaystyle x,y\in V}.

## Beispiele

### Triviale Lie-Klammer
Ist {\displaystyle V} ein beliebiger Vektorraum und sind {\displaystyle a} und {\displaystyle b} zwei Elemente des Raums, dann kann durch
{\displaystyle [a,b]:=0}
immer eine Lie-Klammer definiert werden. Vektorräume mit einer trivialen Lie-Klammer werden auch als abelsche Lie-Algebren bezeichnet.

### Matrix-Kommutator
Seien {\displaystyle A}, {\displaystyle B} und {\displaystyle C} drei {\displaystyle n\times n}-Matrizen mit Einträgen in einem Körper {\displaystyle K} (zum Beispiel dem Körper {\displaystyle \mathbb {R} } der reellen oder dem Körper {\displaystyle \mathbb {C} } der komplexen Zahlen). Der Kommutator {\displaystyle [\cdot ,\cdot ]} für quadratische Matrizen ist definiert durch
{\displaystyle [A,B]:=A\cdot B-B\cdot A},
wobei mit {\displaystyle \cdot } die Matrixmultiplikation bezeichnet wird. Für {\displaystyle \lambda ,\mu \in K} gelten für den Kommutator die Rechenregeln
{\displaystyle {\begin{aligned}\left[\lambda A+\mu B,C\right]&=(\lambda A+\mu B)\cdot C-C\cdot (\lambda A+\mu B)\\&=\lambda (A\cdot C-C\cdot A)+\mu (B\cdot C-C\cdot B)\\&=\lambda [A,C]+\mu [B,C]\,,\end{aligned}}}
{\displaystyle [A,A]=A\cdot A-A\cdot A=0} und
{\displaystyle {\begin{aligned}\left[A,[B,C]\right]+\left[B,[C,A]\right]+\left[C,[A,B]\right]=&[A,B\cdot C-C\cdot B]+[B,C\cdot A-A\cdot C]+[C,A\cdot B-B\cdot A]\\=&A\cdot (B\cdot C-C\cdot B)-(B\cdot C-C\cdot B)\cdot A+B\cdot (C\cdot A-A\cdot C)\\&-(C\cdot A-A\cdot C)\cdot B+C\cdot (A\cdot B-B\cdot A)-(A\cdot B-B\cdot A)\cdot C\\=&0\,.\end{aligned}}}
Daher ist der Kommutator auf dem Raum der {\displaystyle n\times n}-Matrizen eine Lie-Klammer.
Als konkretes Beispiel werden nun noch die Pauli-Matrizen
{\displaystyle \sigma _{1}={\begin{pmatrix}0&1\\1&0\end{pmatrix}},\quad \sigma _{2}={\begin{pmatrix}0&-\mathrm {i} \\\mathrm {i} &0\end{pmatrix}},\quad \sigma _{3}={\begin{pmatrix}1&0\\0&-1\end{pmatrix}}.}
über dem Körper {\displaystyle \mathbb {C} } der komplexen Zahlen betrachtet. Bildet man den Kommutator von {\displaystyle \sigma _{1}} und {\displaystyle \sigma _{3}}, so gilt
{\displaystyle {\begin{aligned}\left[\sigma _{1},\sigma _{3}\right]&=\sigma _{1}\cdot \sigma _{3}-\sigma _{3}\cdot \sigma _{1}\\&={\begin{pmatrix}0&1\\1&0\end{pmatrix}}\cdot {\begin{pmatrix}1&0\\0&-1\end{pmatrix}}-{\begin{pmatrix}1&0\\0&-1\end{pmatrix}}\cdot {\begin{pmatrix}0&1\\1&0\end{pmatrix}}\\&={\begin{pmatrix}0&-1\\1&0\end{pmatrix}}-{\begin{pmatrix}0&1\\-1&0\end{pmatrix}}\\&=-2\mathrm {i} {\begin{pmatrix}0&-\mathrm {i} \\\mathrm {i} &0\end{pmatrix}}\\&=-2\mathrm {i} \,\sigma _{2}\,.\end{aligned}}}

### Kreuzprodukt
Für {\displaystyle a,b\in \mathbb {R} ^{3}} ist das Kreuzprodukt
{\displaystyle a\times b={\begin{pmatrix}a_{1}\\a_{2}\\a_{3}\end{pmatrix}}\times {\begin{pmatrix}b_{1}\\b_{2}\\b_{3}\end{pmatrix}}:={\begin{pmatrix}a_{2}b_{3}-a_{3}b_{2}\\a_{3}b_{1}-a_{1}b_{3}\\a_{1}b_{2}-a_{2}b_{1}\end{pmatrix}}}
eine Lie-Klammer. Im Vergleich zu den Beispielen zuvor wird diese Multiplikation normalerweise nicht mit Klammern notiert. Die Bilinearität und die Identität {\displaystyle a\times a=0} können direkt an der Definition abgelesen werden. Um die Jacobi-Identität zu erkennen, muss der Term
{\displaystyle a\times \left(b\times c\right)+b\times \left(c\times a\right)+c\times \left(a\times b\right)}
komponentenweise ausgerechnet werden.

### Lie-Klammer von Vektorfeldern
Seien {\displaystyle X} und {\displaystyle Y} zwei Vektorfelder auf der {\displaystyle n}-dimensionalen glatten Mannigfaltigkeit {\displaystyle M}. Die Lie-Ableitung ist dann definiert durch
{\displaystyle ({\mathcal {L}}_{X}Y)f=X(Y(f))-Y(X(f))}.
Dieser Operator {\displaystyle (X,Y)\mapsto {\mathcal {L}}_{X}Y} erfüllt die definierenden Eigenschaften einer Lie-Klammer. Daher schreibt man auch {\displaystyle [X,Y]:={\mathcal {L}}_{X}Y}.

### Jacobi-Klammer
Seien {\displaystyle A} ein kommutativer Ring, {\displaystyle B} eine kommutative Algebra über {\displaystyle A} und {\displaystyle \delta _{1},\delta _{2}\in \operatorname {Der} (B)} zwei Derivationen von {\displaystyle B}. Dann ist die durch 
{\displaystyle [\delta _{1},\delta _{2}]:=\delta _{1}\delta _{2}-\delta _{2}\delta _{1}}
definierte Operation eine Lie-Klammer auf dem Raum der Derivationen. Sie wird Jacobi-Klammer genannt. Da die Vektorfelder aus dem vorigen Beispiel spezielle Derivationen sind und ihre Lie-Klammer entsprechend definiert ist, ist diese Lie-Klammer ein konkretes Beispiel für eine Jacobi-Klammer.

### Poisson-Klammer
Die Poisson-Klammer {\displaystyle \{\cdot ,\cdot \}} ist eine zweistellige Operation, die auf der Algebra der glatten Funktionen operiert. Sie erfüllt die definierenden Eigenschaften einer Lie-Klammer und darüber hinaus noch die Produktregel 
{\displaystyle \{fg,h\}=f\{g,h\}+\{f,h\}g}
für alle glatten Funktionen {\displaystyle f}, {\displaystyle g} und {\displaystyle h}. Oftmals werden Poisson-Klammern auf Funktionen angewandt, die von einer glatten Mannigfaltigkeit in die reellen Zahlen abbilden. Solche Mannigfaltigkeiten mit festgelegter Poisson-Klammer werden Poisson-Mannigfaltigkeiten genannt. Beispielsweise kann jede symplektische Mannigfaltigkeit auf natürliche Weise mit einer Poisson-Klammer versehen werden. In lokalen Koordinaten {\displaystyle (q_{1},\ldots ,q_{n},p_{1},\ldots ,p_{n})} hat die Poisson-Klammer die Darstellung
{\displaystyle \{f,g\}=\sum _{i=1}^{n}\left({\frac {\partial f}{\partial q_{i}}}{\frac {\partial g}{\partial p_{i}}}-{\frac {\partial f}{\partial p_{i}}}{\frac {\partial g}{\partial q_{i}}}\right)}.